# Sascha Klein
Sascha Klein (Eschweiler, 12 settembre 1985) è un ex tuffatore tedesco.

## Carriera
Ha iniziato la carriera da tuffatore nel 1994 all'età di nove anni. Il suo allenatore è Boris Rozenberg.
Ai Campionati mondiali di Montreal si è classificato dodicesimo dalla piattaforma 10 metri.
Nel 2007 ha partecipato ai Campionati mondiali australiani di Melbourne classificandosi tredicesimo della piattaforma 10 metri e settimo nel sincro.
Nel 2008 si è qualificato per le Olimpiadi di Pechino nella piattaforma 10 metri individuale e nei sincro sia dal trampolino 3 metri che dalla piattaforma 10 metri dopo ottimi risultati nei Gran Prix internazionali.
Alla rassegna a cinque cerchi ha conquistato la medaglia d'argento con il diciannovenne compagno di squadra Patrick Hausding dalla piattaforma 10 metri sincronizzati chiudendo alle spalle della coppia cinese Yue Lin - Huo Liang.
Dal trampolino 3 metri sincro si è qualificato per la finale e assieme a Pavlo Rozenberg ed ha concluso al sesto posto.
Ai campionati europei di tuffi di Torino 2009 ha vinto la medaglia d'oro nei tuffi sincronizzati dalla piattaforma 10 metri in coppia con Patrick Hausding. I due tedeschi, con 474.06 punti, in finale hanno nettamente preceduto i russi Oleg Aleksandrovič Vikulov e Aleksej Kravčenko (440.52) e gli ucraini Oleksandr Bondar e Oleksandr Horškovozov (406.23).
Nel 2011 ha partecipato ai Campionati europei di tuffi svoltisi per la seconda volta consecutiva a Torino. Nella piattaforma ha conquistato la medaglia d'oro individuale precedendo Patrick Hausding, suo compagno di sincro, con il quale nell'ultima giornata della rassegna ha conquistato l'oro.
Ai Campionati mondiali di nuoto di Shanghai 2011 con Patrick Hausding, ha gareggiato nella piattaforma 10 metri maschile vincendo la medaglia d'argento. Come ai Giochi olimpici di Pechino 2008, i due tedeschi, in finale, sono stati preceduti dalla coppia cinese, questa volte composta da Huo Liang e Qiu Bo.
Il 19 maggio 2012, in occasione dei campionati europei di Eindhoven, ancora insieme a Patrick Hausding, si laurea campione continentale nella Piattaforma 10 m sincro per la quinta volta consecutiva. Il giorno successivo entrambi rinunciano alla gara individuale per infortunio.
il 21 luglio del 2013 vince ufficialmente insieme al suo compagno tuffatore Patrick Hausdings l'oro e diventa campione del mondo ai mondiali di nuoto di Barcellona, superando squadre come Cina, Russia, Messico e Cuba, considerate tra le favorite.

## Palmarès
- Giochi Olimpici

Pechino 2008: argento nel sincro 10 m.
- Mondiali

Shanghai 2011: argento nel sincro 10 m e bronzo nella piattaforma 10 m.
Barcellona 2013: oro nel sincro 10 m e bronzo nella piattaforma 10 m.
Budapest 2017: bronzo nel sincro 10 m.
- Europei di nuoto/Europei di tuffi

Budapest 2006: argento nel sincro 10 m.
Eindhoven 2008: oro nel sincro 10 m e argento nella piattaforma 10 m.
Torino 2009: oro nel sincro 10 m.
Budapest 2010: oro nella piattaforma 10 m e nel sincro 10 m.
Torino 2011: oro nella piattaforma 10 m e nel sincro 10 m.
Eindhoven 2012: oro nel sincro 10 m.
Rostock 2013: oro nel sincro 10 m.
Berlino 2014: oro nel sincro 10 m e bronzo nella piattaforma 10 m e nel team event.
Rostock 2015: oro nel sincro 10 m.
Londra 2016: oro nel sincro 10 m.
- Vincitore della Coppa del Mondo della piattaforma 10 m nel 2008

## Riconoscimenti
- LEN Award: 2011